# Artaserse re di Persia e il suo siniscalco Ariabarzane
Artaserse e Ariabarzane (o Artaserse re di Persia e il suo siniscalco Ariabarzane) è una novella di Matteo Bandello, appartenente alla prima parte della sua collezione di novelle, pubblicata nel 1554. 

## Trama
In un anno imprecisato del regno degli Achemenidi in Persia regna Artaserse, re saggio e valoroso di una corte magnifica e celebrata in tutto l'Oriente. Al suo fianco c'è il fedele Ariabarzane siniscalco del regno, molto rispettato non solo per l'importanza del suo ufficio, ma anche per la sua magnanima personalità pari a quella del suo sovrano, a cui appartiene solo un difetto: il "vizio de la prodigalità". Questa eccessiva gentilezza d'animo inizia a dar l'impressione al resto della corte che Ariabarzane voglia non solo eguagliarsi al sovrano, ma cercare con ogni sforzo di superarlo in carisma e stima da parte dei sudditi.
Un giorno Artaserse invita il suo siniscalco ad una partita a scacchi, davanti a tutta la corte nella sala del trono: ad un certo punto appare ovvio che sia Ariabarzane ad avere il vantaggio, poiché basteranno due o tre mosse a far subire al suo re scacco matto. Notando l'imbarazzo del sovrano e dispiacendosene, il cortigiano commette appositamente uno sbaglio per ribaltare il risultato regalando un notevole vantaggio all'avversario, ma il re si alza e preferisce ammettere la sconfitta, perché inizia a sospettare che il gesto del suo siniscalco non fosse stato mosso da generosità ma per sottile astuzia, in modo da dimostrarsi ancor più magnanimo e regale di lui.
Durante una partita di caccia cui l'intera corte è presente, il re nota una fiera selvaggia e decide di seguirla assieme ad alcuni suoi baroni, tra cui Ariabarzane stesso che ignora completamente i primi sospetti contro di lui. I due uomini seminano molto presto il resto del gruppo ed il siniscalco nota che il destriero del suo sovrano iniziava a rallentare e che il suo padrone non riuscisse a domarlo: così Ariabarzane si ferma e propone ad Artaserse di fare scambio dei due cavalli. Seppur accettando, il sospetto del re che il suo braccio destro voglia superarlo in magnanimità aumenta e, così com'è accaduto per la partita degli scacchi, perde velocemente la passione per la caccia.
Pochi giorni dopo, Artaserse bandisce una grande giostra con festeggiamenti aperti a tutto il regno, e piazza un corsiero di notevole razza come premio per il vincitore, assieme a molte preziose armi di notevole fattura. Partecipano molti inviati e cavalieri sia persiani che stranieri, e tra tutti i membri della corte riccamente addobbati spiccano il primogenito erede al trono, giovane molto valoroso nelle armi, e Ariabarzane. Il re elegge una giuria di tre baroni anziani, tutti e tre valorosi cavalieri in guerre passate. Rotte molte lance, inizia ad essere chiaro che sia il siniscalco il possibile vincitore, nonostante l'erede al trono di Persia sia un valido contendente. Artaserse, seppur parteggi per il figlio e allo stesso tempo si trova costretto a riconoscere il valore del suo barone, cerca di dimostrarsi imparziale, dissimulando la sua delusione per la possibile vittoria di quest'ultimo, notando l'orgoglio ferito del figlio che vorrebbe dedicare la vittoria ad una dama da lui amata. Ariabarzane empatizza col giovane e pensa di lasciargli la vittoria, ma inizia a sospettare che tale gesto possa infastidire ad Artaserse, dispiacendosene. Lascia vincere il principe, che risponde riconoscente spezzando la lancia del siniscalco: quest'ultimo però acclama: "Vada questa mia cortesia a par de l’altre, ben che non sia apprezzata" facendosi udire da un buon numero di cortigiani, così che i timori del re diventassero realtà e che il cavaliere più alzano brillasse di magnanimità oscurando il vincitore. 
Artaserse inizia a provare vera irritazione per il comportamento del suo cortigiano. Durante i festeggiamenti dell'anniversario della sua incoronazione, il re tiene la corte bandita con tutti i baroni del regno per otto giorni. Ad un certo punto, nel pieno dei festeggiamenti e davanti a tutti i dignitari, ordina ad un cameriere di trovare Ariabarzane e dirgli di consegnare i suoi sigilli a Dario, cortigiano nemico di questi, affinché quest'ultimo per decisione del re prenda il suo posto. Profondamente addolorato dalla richiesta, ma riuscendo a dimostrarsi perfettamente al di sopra della cosa davanti a tutta la corte, Ariabarzane ubbidisce e cede il posto all'altro ufficiale.
La sopportazione stoica con cui Ariabarzane si presenta nei giorni successivi alla mensa reale, dialogando cordialmente con gli altri sudditi, accresce la sua popolarità ai danni del re stesso, che comincia ad essere silenziosamente giudicato per il suo agire ingrato nei confronti del suo suddito a lui più vicino. Nonostante Artaserse riconosce la fedeltà e costanza di Ariabarzane, non ha più la piena fiducia di un tempo, arrivando ad assumere un gruppo di spie purché lo informino in segreto di ogni possibile atto deprecabile dell'ex siniscalco. Ariabarzane inizia a perdere la pazienza tanto che inizia a far trapelare qualche lamentela contro il suo sovrano durante alcuni incontri con altri cortigiani, finché un giorno Artaserse lo chiama a sé, adirato delle male voci che corrono per il palazzo contro la sua persona e quella del cortigiano.
Artaserse confessa che il motivo per cui gli ha tolto l'incarico di siniscalco è dovuta alla sua convinzione che Ariabarzane voglia metterlo in ombra, obbligandolo a superarsi nella magnanimità o facendolo accettare di non essere il più liberale di tutta Persia. Ariabarzane si difende declamando che quello non è mai stato il suo obiettivo, ammettendo che i stessi beni e onori che lui regala sono stati prima di tutti ottenuti proprio grazie al suo ruolo subalterno al re, e che ogni sua prova di magnanimità era per dimostrarsi sempre degno del suo totale riconoscimento. Artaserse lo interrompe e delega la questione al resto dei suoi consiglieri, affinché la condotta di Ariabarzane venga giudicata secondo le regole i decoro e costumi persiani. Nel mentre, decide di allontanare il suo suddito ordinandogli di ritirarsi nelle sue terre, e di non avvicinarsi a palazzo reale se non dietro sua precisa richiesta.
Da una parte lieto di essere lontano dai suoi nemici, ma dall'altra amareggiato dalla mancanza di confronto con Artaserse, Ariabarzane si ritira nei suoi possedimenti, dove trascorre il tempo con la caccia. Ritrova le sue due figlie, famose in tutta Persia per la loro bellezza, anche se la prima è ritenuta più bella della seconda, quest'ultima più giovane di un solo anno. Passati circa quattro mesi, arriva alla sua tenuta un messaggero del re, che ordina al barone di inviare la sua figlia più bella alla corte reale. Non sapendo il motivo dietro questa richiesta ma sospettando che il sovrano cerchi una concubina e allo stesso tempo voglia metterlo alle strette, Ariabarzane disobbedisce e manda la figlia minore, meno bella della maggiore ma molto astuta, suggerendole di tacere sulla sua età fino al momento che ella risultasse gravida in modo tale che il sovrano non potesse disconoscerne la paternità.
Nonostante non affascinante quanto la sorella maggiore, la ragazza è comunque avvenente e a corte riesce a ingannare tutti, compreso Artaserse stesso, che nuovamente vedovo decide di prenderla in moglie, domandando ad Ariabarzane la dote della ragazza. Molti cortigiani rimangono stupiti della decisione del re, poiché seppur nobile e bella, la sposa è molto più giovane e non di sangue reale, oltre che figlia di un vassallo allontanato dal regno; molti invece sono lieti dalla decisione, per la magnanimità del sovrano nel superare vecchie diatribe.
Concluse le sontuose nozze, Ariabarzane invia una nuova parte della dote al sovrano, ritenendo la quantità precedente degna per un nobile ma non per un membro della famiglia reale; ma Artaserse rimanda indietro la dote, ritenendosi già appagato dalla beltà della sua giovane sposa. Ad un certo punto la ragazza rimane incinta, e ricordandosi i consigli paterni mesi addietro, inizialmente nasconde la gravidanza, finché un giorno, mentre scherza e discute amabilmente con suo marito, decide di confessargli che non è lei la più bella delle figlie di Ariabarzane. Artaserse rimane indignato per la disobbedienza dimostrata dal suo suddito, e per fargliela pagare rimanda indietro la ragazza con la dote a suo padre, nonostante ami sinceramente la moglie.
Ariabarzane accetta di buon grado il ritorno della figlia incinta, e informa il messo che l'altra figlia, la primogenita più bella, è inferma a letto gravemente malata e quindi impossibilitata a muoversi. Promettendo di spedirla alla corte reale una volta guarita, durante la convalescenza della figlia maggiore la minore partorisce un fanciullo molto bello e sano. Il pargolo è incredibilmente somigliante a Artaserse. Ariabarzane decide di mandare entrambe le figlie, riccamente vestite, alla corte reale, consigliando loro come comportarsi una volta giunte di fronte al re.
Pur di mostrarsi magnanimo oltre ogni limite e credendo così di fare il torto finale ad Ariabarzane, Artaserse promette la sorella della moglie, la ragazza più bella e quella che inizialmente voleva avere, ad un suo figlio di primo letto, Cirro, organizzando grandiosi festeggiamenti dalla durata di otto giorni. Ariabarzane, dichiaratosi segretamente vinto nella contesa, invia suo nipote al sovrano su una pregiatissima culla d'avorio con rifiniture d'oro. Il re si trova a far udienza con altri baroni quando riceve il carico, e rimane meravigliato dalla sorpresa di suo figlio incredibilmente somigliante a lui. Contento della sorpresa, Artaserse richiama a sé la giovane moglie e riconosce il pargolo come suo. Prossimo a dichiararsi vinto anche lui dalla contesa con Ariabarzane e a gettar la spugna, li viene però un'idea: avendo egli stesso una figlia ancora da maritare, volendola inizialmente serbare ad un re o principe straniero perché ancora giovane ed ereditiera di una ricchissima dote ottenuta dalla madre, la regina precedente, Artaserse decide di prometterla in sposa al vedovo Ariabarzane, seppur l'uomo non è di sangue reale e rischia di provocare il biasimo da molti membri della corte. 
Ariabarzane, convocato finalmente a corte, accetta il matrimonio perché ordine del re, ma non è felice dell'accordo e si dimostra un marito distante alla giovane sposa. Molti baroni della corte rimangono stupiti dal contrasto tra la generosità del re, che ha preso un vassallo non di sangue reale sia come suocero che genero, e la scontrosità di quest'ultimo, ed iniziano a biasimarlo. L'ultima sera di festeggiamenti, Artaserse ripete quello che Ariabarzane fece tempo prima quando sposò la figlia di questi: dinanzi a tutta la corte presenta a lui la ricchissima dote della principessa, e ne aggiunge altra ancora. In questo modo, Ariabarzane rimanda indietro tutti i beni al re, che rimane sbigottito e non sa più se riconoscere la sconfitta o esiliare per sempre il vassallo.
Decide quindi un ultimatum: essendo per uso antico i re di Persia riveriti ai pari degli dei, se essi vengono profondamente offesi possono manifestare la propria ira ai consiglieri e giudici di corte, in modo tale che si possa valutare ad una punizione esemplare, come l'esilio o la pena capitale, contro chiunque abbia offeso il sovrano. In quanto eletti dal re stesso, i giudici che pronunciavano la sentenza erano indubbiamente rispettati. 
Riconoscendo nella troppa magnanimità e prodigalità di Ariabarzane l'arroganza e prepotenza di questi per superare in importanza il re, ne deliberano la pena capitale. Informato della condanna, il vassallo sostiene anche questo duro colpo con grande dignità, e declama di fronte a molti cortigiani: "Questo solo ultimamente mi restava, che io al mio signore de la vita e proprio sangue liberal divenissi. Il che farò molto volentieri e di modo che il mondo conoscerà che prima posso morire che mancar de la mia solita liberalità". Chiama il notaio per redigere il testamento lasciando molti bene alla giovane moglie, alle figlie e a Cirro, ai molti amici e soprattutto una cospicua eredità al re stesso. Con questo, il giorno dell'esecuzione arriva e tutta la corte declama a gran voce Ariabarzane come l'uomo più magnanimo non solo del suo tempo ma di tutta la storia di Persia e dei Paesi vicini, mostrando enorme dispiacere per la condanna a morte. Il re prova rammarico di come si sta concludendo la vicenda perché si scopre profondamente affezionato al vecchio siniscalco di un tempo: interrompe quindi l'esecuzione poco prima che la spada ne recida la testa. 
Artaserse dichiara che non è stata per volontà sua che un uomo come Ariabarzane è stato condannato a morte, ma per le inviolabili antiche leggi del Paese che puniscono chi cerca di fare ombra alla figura del re, pari solo agli dei: con un grande atto di misericordia quindi Artaserse perdona il suo cortigiano e gli restituisce l'antico ufficio di siniscalco, sicuro che non ci sia un atto di magnanimità più grande di questi. Allora Ariabarzane si alza e si rivolge al re, dichiarando che non è stata la perfidia di questi a ridurlo in quello stato, ma l'invidia e le malelingue dei cortigiani suoi nemici: si dichiara vinto e con enorme magnanimità giura solenne lealtà e servizio ad Artaserse. Conclude la sua promessa dicendo che ci sono solo due cose bramate da ogni uomo esistito nella terra: la grazia del proprio signore e l'amore di una donna, e che entrambi questi scopi ogni uomo perseguirebbe oltre ogni limite, ben oltre le leggi parziali del proprio Paese; e che anche nel caso qualsiasi uomo cadrebbe nel vizio de la prodigalità, egli lo farebbe non per superare il proprio signore, ma per una sincera obbedienza ad egli, mentre chi davvero vorrebbe salire in alto abusando del proprio potere e ingannando gli altri, egli lo farebbe usando l'arma subdola delle malelingue, e loderebbe il proprio signore mantenendosi a debita distanza pur di mantenere il potere a scapito degli altri, a differenza di chi preferirebbe nell'eccedere di magnanimità e rischiare la vita pur di dimostrarsi degno della corte cui fa parte.
Con questo, Artaserse e Ariabarzane dimostrano magnanimità verso l'un l'altro mantenendo l'equilibrio tra i due diversi ruoli, e si riconoscono vittoriosi entrambi.

## Contesto storico
Come tutte le novelle dell'opera bandelliana, dedicate a eminenti personaggi coevi all'autore, questa novella è dedicata a Prospero Colonna, ai tempi luogotenente generale dell'Esercito Reale Napoletano durante le Guerre d'Italia. Nel proemio, Matteo Bandello si rivolge al condottiero ricordando quando furono entrambi ospiti nella casa di Lucio Scipione Atellani, tesoriere dello Stato milanese e cortigiano di Francesco II Sforza, ove Silvio Savelli raccontò una novella in onore di un'altra ospite, Ippolita Sforza Bentivoglio (a cui poi Bandello dedicò altre delle sue novelle). Il Colonna, apprezzando la breve storia, chiese di poterne conservare un manoscritto, alla quale Savelli rispose che era Bandello l'autore, e perciò quest'ultimo la inserì come seconda nella sua raccolta.
I nomi dei personaggi stessi non sono del tutto inventati: all'inizio della novella viene dichiarato che Artaserse è salito al potere dopo aver ucciso in una battaglia "Artabano, ultimo re degli Arsacidi". Questo lo fa identificare con Artaserse I Longimano, Gran re di Persia della dinastia degli Achemenidi e successore di Artabano di Ircania, reggente al trono di Persia tra il 465 a.C. e il 464 a.C., ma lo confonde anche con altri tre sovrani suoi omonimi, membri della dinastia degli Arsacidi di Partia e vissuti due secoli dopo. Bandello fa ancora più confusione quando dichiara che il buon governo di Artaserse ha ristabilito l'ordine in tutta la Persia dopo la campagna persiana di Alessandro Magno contro Dario III di Persia, avvenuta nel 333 a.C.
La storia di Artaserse e Ariabarzane ebbe una discreta fortuna anche all'estero: venne tradotta in inglese e comparve nella raccolta The Palace of Pleasure del britannico William Painter, una raccolta datata 1566 di numerose novelle latine, italiane e francesi, tra cui gli autori oltre a Bandello erano presenti Giovanni Boccaccio, Giovanni Battista Giraldi, Giovanni Francesco Straparola e la regina di Navarra Margherita d'Angoulême. Il primo successo di questa raccolta incentivò, nel teatro elisabettiano, la popolarità dell'Italia come ambientazione per molte opere teatrali future.